# Glušinja
Glušinja je naseljeno mjesto u Republici Hrvatskoj u Zagrebačkoj županiji. 

## Zemljopis
Administrativno je u sastavu općine Žumberak. Naselje se proteže na površini od 1,10 km².

## Stanovništvo
Prema popisu stanovništva iz 2001. godine u naselju Glušinja živi 25 stanovnika i to u 10 kućanstava. Gustoća naseljenosti iznosi 22,73 st./km².
| broj stanovnika | 75    | 78    | 92    | 105   | 104   | 119   | 99    | 111   | 110   | 108   | 95    | 94    | 55    | 32    | 25    | 22    | 14    |
|                 | 1857. | 1869. | 1880. | 1890. | 1900. | 1910. | 1921. | 1931. | 1948. | 1953. | 1961. | 1971. | 1981. | 1991. | 2001. | 2011. | 2021. |

## Znamenitosti
- Tradicijske kuće, zaštićeno kulturno dobro